# 114-мм корабельна гармата QF 4.5-inch Mk I — V
114-мм (4-дюймова) універсальна корабельна гармата QF 4.5-inch Mk I—V (англ. QF 4.5-inch Mk I – V naval gun) — британська корабельна гармата часів Другої світової війни. Артилерійська система QF Mk I—V була додатковим корабельним озброєнням середнього калібру на авіаносцях, лінійних кораблях, крейсерах та ескадрених міноносцях багатьох типів, що перебували на озброєнні британських військово-морських сил, а також флотів Британської співдружності.

## Кораблі, оснащені гарматами

### Гармати QF Mark I в подвійних баштах UD Mark III
- авіаносець «Арк Роял»;
- крейсери типу «Дідо»: «Сцилла» та «Карібдіс»;
- плавучі бази типу «Тайн»: «Тайн» та «Гекла»; плавуча база підводних човнів «Адамант».

### Гармати QF Mark III в подвійних баштах BD Mark II
- модернізовані лінійні кораблі типу «Куїн Елізабет» «Куїн Елізабет» і «Валіант»;
- модернізований лінійний крейсер «Рінаун»;
- авіаносці типу «Іластріас»;
- авіаносці типу «Імплакебл»;
- есмінець «Севідж».

### Гармати QF Mark III в подвійних баштах BD Mark II**
- авіаносці типу «Одейшес»: «Ігл» та «Арк Роял».

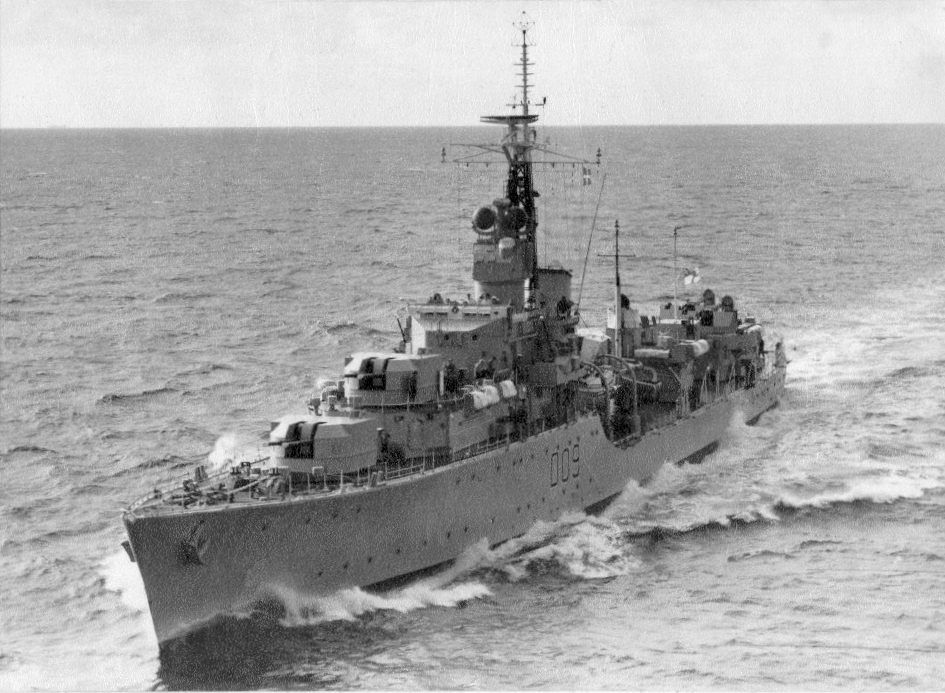
Ескадрений міноносець типу «Бетл» «Дюнкерк» з двома баштами BD Mark IV з гарматами Mark III

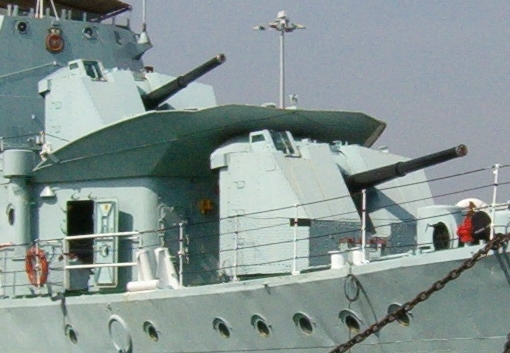
Носова башта 114-мм гармати Mark 5* на есмінці «Кавалер» у модернізованій башті CP Mark V

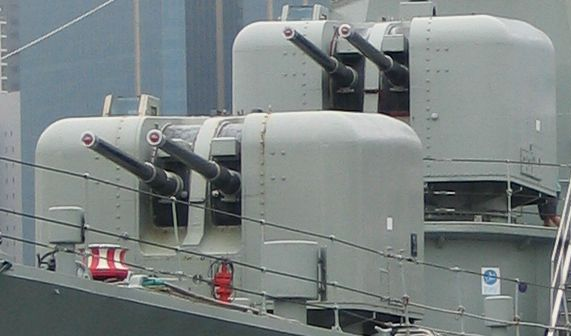
Подвійні башти на верхній палубі Mark VI на есмінці есмінці типу «Дерінг»

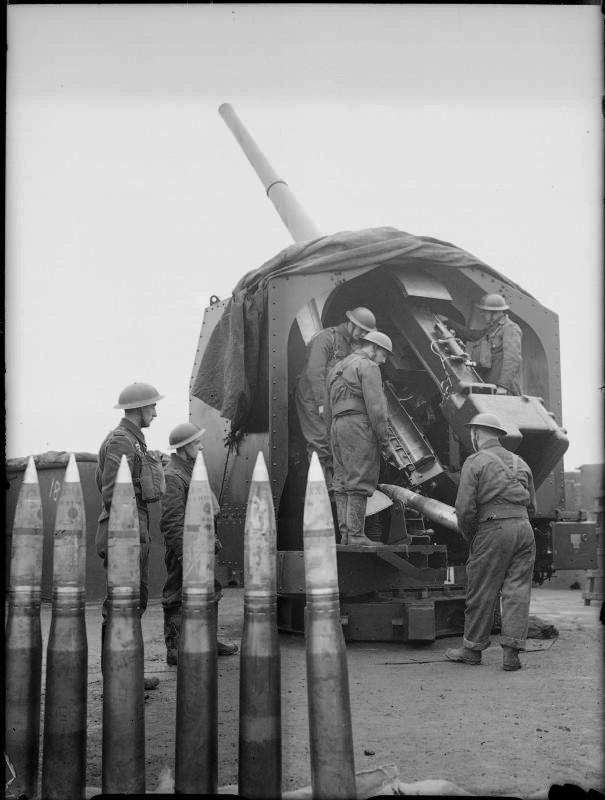
114-мм універсальна зенітна гармата в містечку Сітінгборн, Кант, січень 1941

### Гармати QF Mark III у подвійних баштах BD Mark IV
- есмінці типу «Бетл»;
- есмінці типу «Нуева Еспарта»

### Гармати QF Mark IV в одногарматних баштах CP Mark V
- есмінець «Севідж»
- есмінці типу «Z»;
- есмінці типу «Бетл»;
- есмінці типу «C».

### Гармати QF Mark 5*
- модифіковані есмінці типу «C» (Mark 5* Mod 1);
- фрегати типу «Трайбл» (Mark 5* Mod 2).

### Гармати QF Mark V в подвійних баштах UD Mark VI
- есмінці типу «Бетл»;
- есмінці типу «Дерінг»;
- есмінці типу «Каунті»
- фрегати типу «Вітбі»;
- фрегати типу «Ротсей»;
- фрегати типу «Ліндер»;
  - фрегати типу «Ван Спейк»;
  - фрегати типу «Рівер»;
  - фрегати типу «Конделл»;
  - фрегати типу «Леопард»;
  - фрегати типу «Солсбері».